# Regis Baha
Regis Samuel Baha (Yaoundé, 21 ottobre 1996) è un calciatore camerunese, centrocampista del FK FAP.

## Carriera

### Club
Il 1º luglio 2018 viene acquistato a titolo definitivo dalla squadra serba del Napredak Kruševac.

### Nazionale
Ha giocato nelle nazionali giovanili camerunesi Under-17 ed Under-20.

## Palmarès

### Club

#### Competizioni nazionali
- Coppa del Camerun: 1

Unisport: 2012